# وجه نقد (فیلم ۲۰۰۸)
«وجه نقد» (انگلیسی: Cash (2008 film)) فیلمی در ژانر جنایی، کمدی، و سرقت است که در سال ۲۰۰۸ منتشر شد.

## بازیگران
- ژان دوژاردن
- ژان رنو
- والریا گولینو
- آلیس تالیونی
- فرانسوا برلئان
- اریک ابوآنی
- کلوویس کرنیاک
- کیران هایندز
- مهدی نبو